# Heidelberg in der Dichtung
Die Stadt Heidelberg ist Sujet zahlreicher Werke der Literatur, des Theaters und der Musik, darunter populärer Lieder und Schlager, die Teil des allgemeinen Liedguts wurden. Häufig äußert sich dabei Heidelbergs Ruf als Stadt der Romantik.

## Johann Wolfgang von Goethe

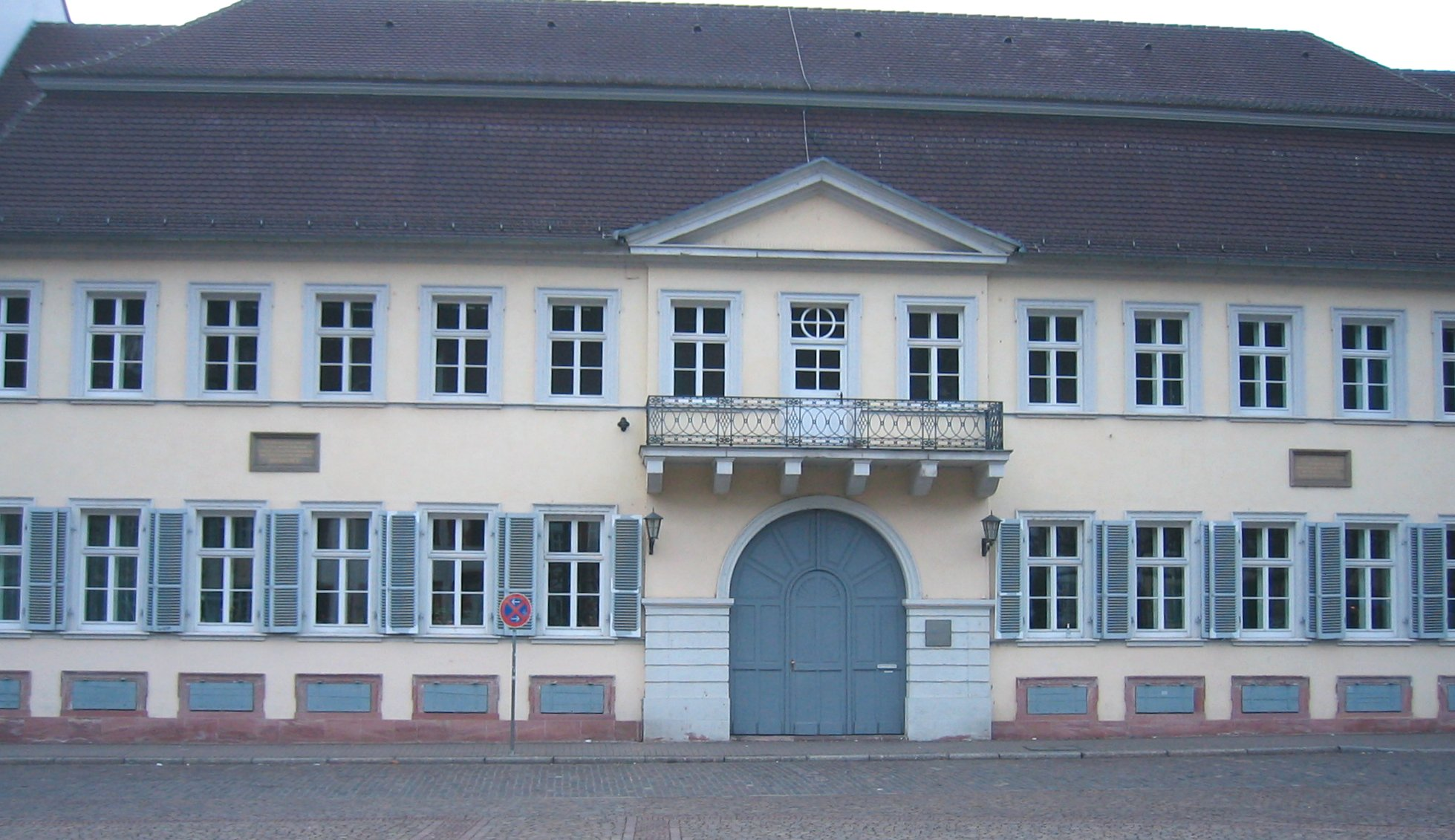
Palais Boisserée am Heidelberger Karlsplatz

Johann Wolfgang von Goethe wohnte im Palais Boisserée bei den Brüdern Boisserée am Fuß des Schlosses und schrieb dort folgendes Gedicht:
Ros' und Lilie morgenthaulich

Blüht im Garten meiner Nähe;

Hintenan, bebuscht und traulich,

Steigt der Felsen in die Höhe;

Und mit hohem Wald umzogen,

Und mit Ritterschloß gekrönet,

Lenkt sich hin des Gipfels Bogen,

Bis er sich dem Thal versöhnet.

## Friedrich Hölderlin

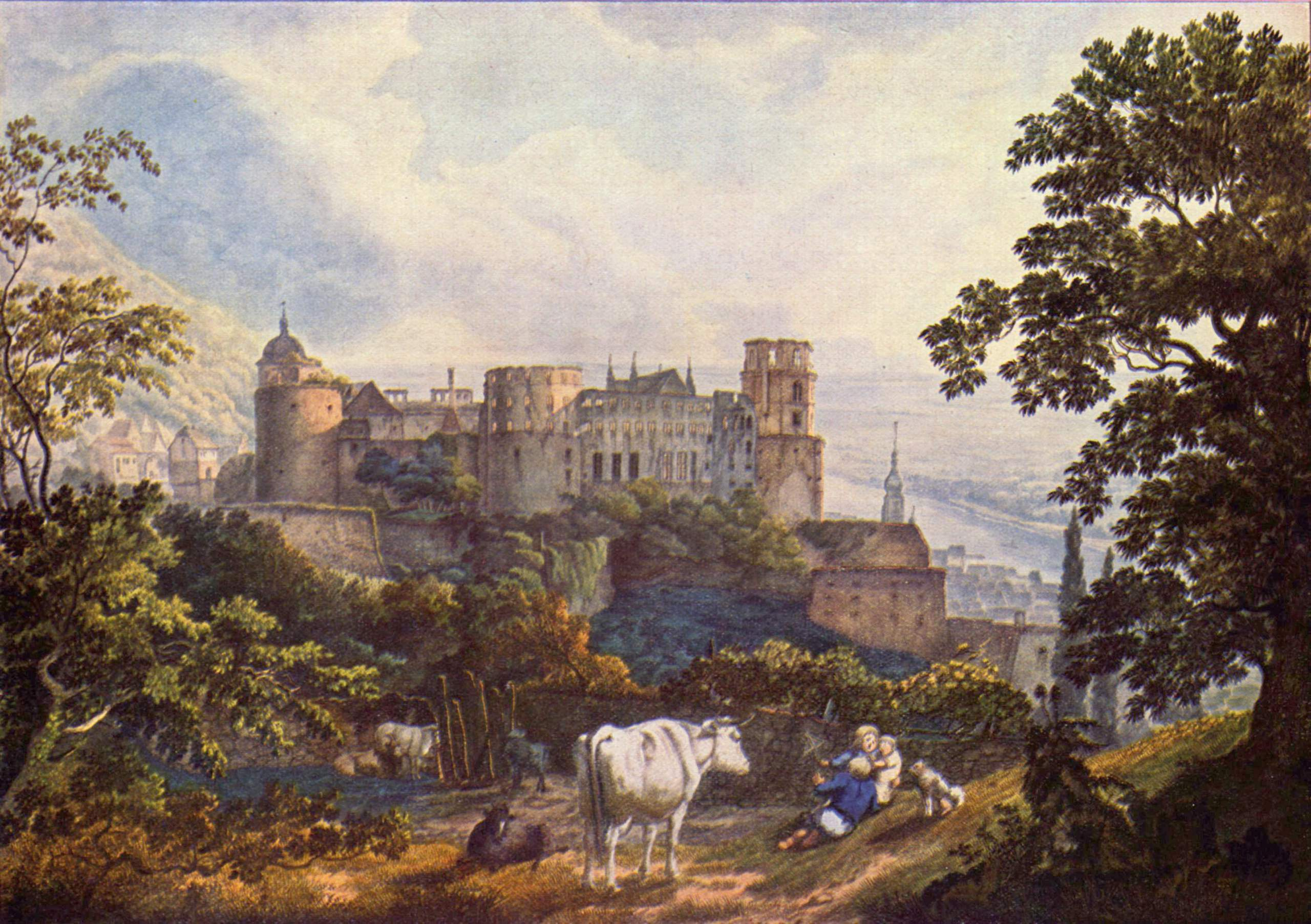
Das Heidelberger Schloss, Karl Philipp Fohr 1815

Friedrich Hölderlins Gedichte über Heidelberg gehören zu den am meisten zitierten. In der Ode Heidelberg schwärmt er von „der Vaterlandsstädte Ländlichschönste[r], so viel ich sah“.
Heidelberg

Lange lieb ich dich schon, möchte dich, mir zur Lust,

Mutter nennen und dir schenken ein kunstlos Lied,

Du, der Vaterlandsstädte

Ländlichschönste, so viel ich sah.

Wie der Vogel des Walds über die Gipfel fliegt,

Schwingt sich über den Strom, wo er vorbei dir glänzt,

Leicht und kräftig die Brücke,

Die von Wagen und Menschen tönt.

Wie von Göttern gesandt, fesselt' ein Zauber einst

Auf die Brücke mich an, da ich vorüber ging

Und herein in die Berge

Mir die reizende Ferne schien,

Und der Jüngling, der Strom, fort in die Ebne zog,

Traurigfroh, wie das Herz, wenn es, sich selbst zu schön,

Liebend unterzugehen,

In die Fluten der Zeit sich wirft.

Quellen hattest du ihm, hattest dem Flüchtigen

Kühle Schatten geschenkt, und die Gestade sahn

All’ ihm nach, und es bebte

Aus den Wellen ihr lieblich Bild.

Aber schwer in das Tal hing die gigantische,

Schicksalskundige Burg nieder bis auf den Grund,

Von den Wettern zerrissen;

Doch die ewige Sonne goß

Ihr verjüngendes Licht über das alternde

Riesenbild, und umher grünte lebendiger

Efeu; freundliche Wälder

Rauschten über die Burg herab.

Sträuche blühten herab, bis wo im heitern Tal,

An den Hügel gelehnt oder dem Ufer hold,

Deine fröhlichen Gassen

Unter duftenden Gärten ruhn.
Seit 1895 gehört der Originalentwurf zu Friedrich Hölderlins Ode Heidelberg zu den Beständen des Kurpfälzischen Museums. Das Heidelberger Exemplar der Handschrift ist eine zweiseitige Entwurfsfassung, die der Dichter mehrfach sowohl mit Tinte als auch mit Bleistift überarbeitet und fortgeschrieben hat. Sie umfasst die ersten sieben Strophen der Ode, der bis heute gelungensten literarischen Hommage an die Stadt am Neckar. Die erste Strophe des Gedichts ist – mit fehlerhafter Versabtrennung – als Inschrift auf einem Gedenkstein in der sogenannten Hölderlin-Anlage am Heidelberger Philosophenweg eingraviert.

## Clemens Brentano

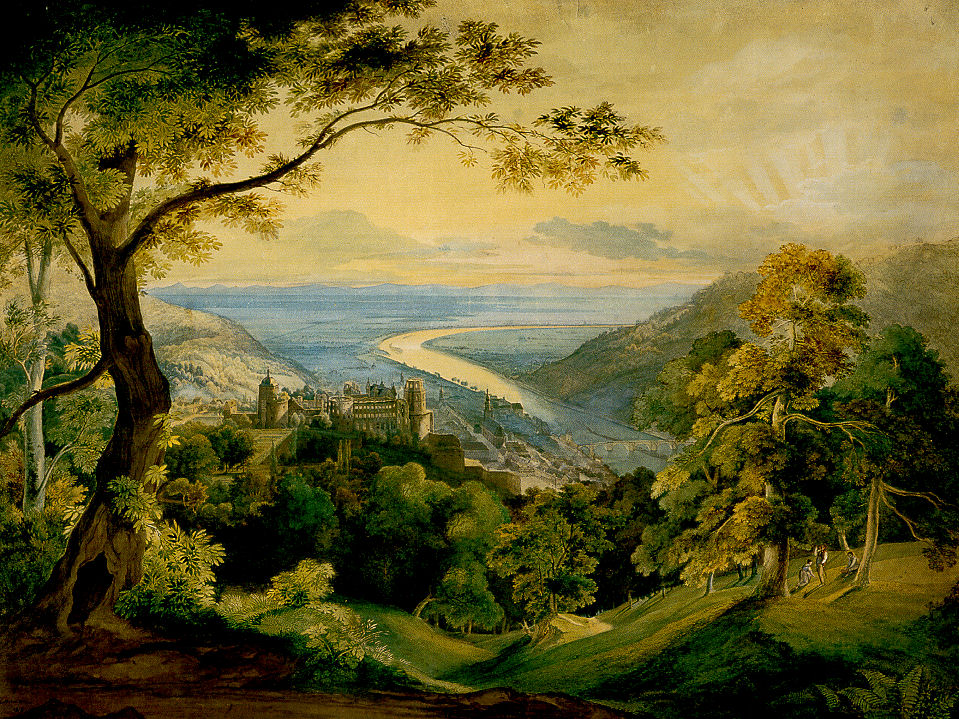
Das Heidelberger Schloss, Carl Rottmann, 1815

Heidelberg und sein Schloss wurden vor allem in der Romantik viel besungen und beschrieben. Clemens Brentano dichtete das Lied von eines Studenten Ankunft in Heidelberg.
Der Neckar rauscht aus grünen Hallen

Und giebt am Fels ein freudig Schallen,

Die Stadt streckt sich den Fluß hinunter,

Mit viel Geräusch und lärmt ganz munter,

Und drüber an grüner Berge Brust,

Ruht groß das Schloß und sieht die Lust,

Und da ich auf zum Himmel schaut',

Sah ich ein Gottes Werk gebaut,

Vom Königstuhl zum heil’gen Berges Rücken

Sah ich gesprengt eine goldne Brücken,

Sah ich gewölbt des Friedens Regenbogen

Und sah ihn wieder in Flusses Wogen (…)

## Jean Paul
Im 19. Jahrhundert zog Heidelberg die berühmtesten deutschen Dichter an. Unter ihnen war auch Jean Paul, der in der Stadt wie ein Fürst behandelt wurde:

„Ich habe hier Stunden erlebt, wie ich sie unter dem schönsten Himmel meines Lebens gefunden, besonders die Wasserfahrt, das Studentenvivat, und gestrige Gesänge (…) Der gesellige Ton ist hier Leichtigkeit, Anstand und Freude; vier angetrunkene Punschbowlen bei Voß und 100 ausgetrunkene Weinflaschen auf dem Schiff ließen doch diesen Ton bestehen.“

## Heinrich Heine

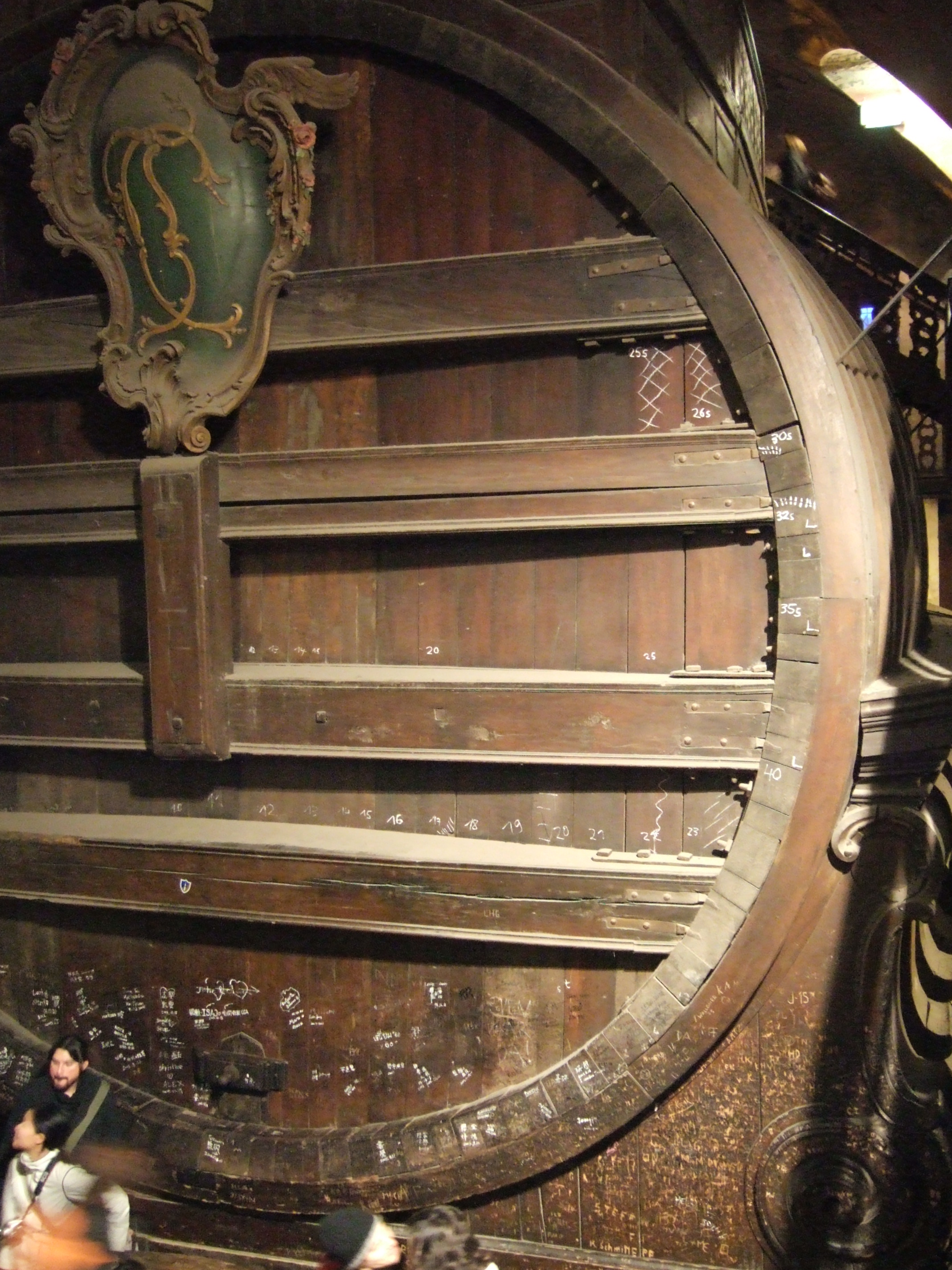
Das Große Fass

Heinrich Heine vergleicht das Große Fass mit einem Sarg, in dem er seine bösen Träume begraben wollte:
Die alten, bösen Lieder,

Die Träume schlimm und arg,

Die laßt uns jetzt begraben,

Holt einen großen Sarg.

Hinein leg ich gar Manches,

Doch sag ich noch nicht was;

Der Sarg muß sein noch größer

Wies Heidelberger Faß.

## Gottfried Keller

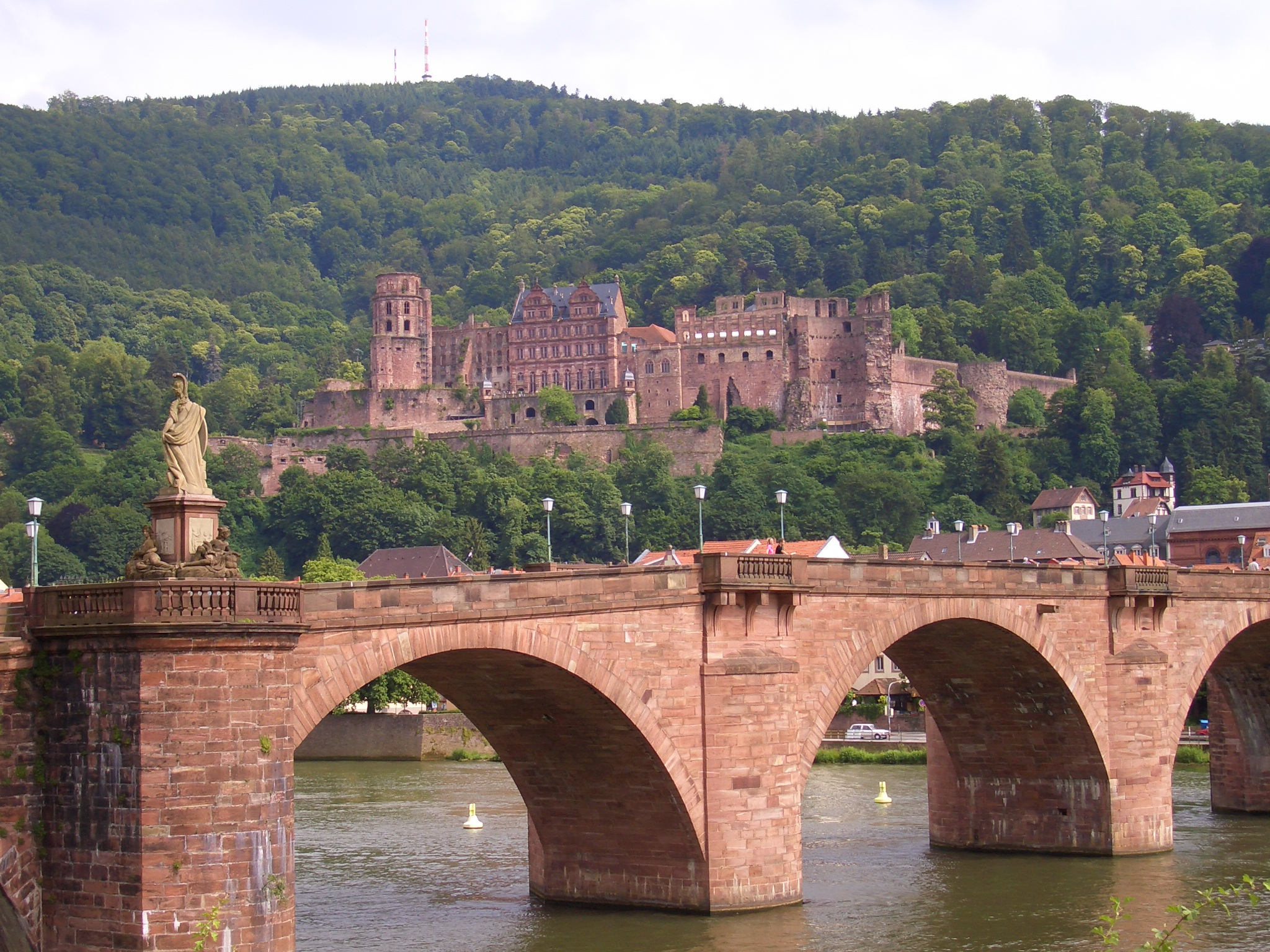
Die Alte Brücke mit dem Schloss im Hintergrund

Der Zürcher Dichter Gottfried Keller hielt sich von Oktober 1848 bis Mai 1850 zum Studium in Heidelberg auf, hörte dort die Vorträge des Philosophen Ludwig Feuerbach, erlebte das Ende der Badischen Revolution und verliebte sich unglücklich in Johanna Kapp, Tochter des Politikers und Philosophieprofessors Christian Kapp. Seinen Liebesschmerz hat er der steinernen Alten Brücke geklagt und sie mit folgenden Versen angeredet:
Schöne Brücke, hast mich oft getragen,

Wenn mein Herz erwartungsvoll geschlagen

Und mit dir den Strom ich überschritt.

Und mich dünkte, deine stolzen Bogen

Sind in kühnerm Schwunge mitgezogen

Und sie fühlten meine Freude mit.

Weh der Täuschung, da ich jetzo sehe,

Wenn ich schweren Leids hinübergehe,

Daß der Last kein Joch sich fühlend biegt;

Soll ich einsam in die Berge gehen

Und nach einem schwachen Stege spähen,

Der sich meinem Kummer zitternd fügt?

Aber sie, mit anderm Weh und Leiden

Und im Herzen andre Seligkeiten:

Trage leicht die blühende Gestalt!

Schöne Brücke, magst du ewig stehen,

Ewig aber wird es nie geschehen,

Daß ein bessres Weib hinüberwallt!

## Joseph Victor von Scheffel
Joseph Victor von Scheffel (1826–1886) schrieb mehrere Gedichte über Heidelberg. Eines davon wurde in der Vertonung Simon Anton Zimmermanns (1807–1876) als Studentenlied populär. Nach Scheffel wurde die dem Schloss gegenüberliegende Scheffel-Terrasse benannt.
Alt-Heidelberg, du feine,

Du Stadt an Ehren reich,

Am Neckar und am Rheine

Kein' andre kommt dir gleich.

Stadt fröhlicher Gesellen,

An Weisheit schwer und Wein,

Klar ziehn des Stromes Wellen,

Blauäuglein blitzen drein.

Und kommt aus lindem Süden

Der Frühling übers Land,

So webt er dir aus Blüten

Ein schimmernd Brautgewand.

Auch mir stehst du geschrieben

Ins Herz gleich einer Braut,

Es klingt wie junges Lieben

Dein Name mir so traut.

Und stechen mich die Dornen,

Und wird mir’s drauß zu kahl,

Geb' ich dem Roß die Spornen

Und reit' ins Neckartal.

## Mark Twain
Der amerikanische Schriftsteller Mark Twain verbrachte im Sommer 1878 einige Monate in Heidelberg und schrieb in seinem Buch A Tramp Abroad (deutsch: Bummel durch Europa) mehrere Kapitel über seine Erlebnisse in der Stadt und mit den dortigen Corpsstudenten.
Mark Twain beginnt seinen bekannten Essay Die schreckliche deutsche Sprache mit einem Besuch im Heidelberger Schloss:
„I went often to look at the collection of curiosities in Heidelberg Castle, and one day I surprised the keeper of it with my German. I spoke entirely in that language. He was greatly interested; and after I had talked awhile he said my German was very rare, possibly a 'unique'; and wanted to add it to his museum.“ [„Ich ging oft ins Heidelberger Schloss, um mir das Raritätenkabinett anzusehen, und eines Tages überraschte ich den Leiter mit meinem Deutsch, ich redete nämlich ausschließlich in dieser Sprache. Er zeigte großes Interesse; und nachdem ich eine Weile geredet hatte, sagte er, mein Deutsch sei sehr selten, möglicherweise ein 'Unikat'; er wolle es in sein Museum aufnehmen.“]

## Wilhelm Meyer-Förster, Ernst Lubitsch, Sigmund Romberg
Alt-Heidelberg nennt sich ein Schauspiel in fünf Aufzügen von Wilhelm Meyer-Förster. Personen: Karl Heinrich, Erbprinz v. Sachsen-Karlsburg; Staatsminister von Haugk; Hofmarschall Freiherr von Passarge; Kammerherren Baron von Metzing; Baron von Breitenbach; Dr. phil. Jüttner; Kammerdiener Lutz, vier Studenten vom Corps »Saxonia«: Detlev, Karl, Kurt, v. Wedell; Gastwirth Rüder und Frau; Frau Dörffel, deren Tante; Kellermann; das Mädchen Käthie; diverse Herzogliche Bediente und Bedienstete.
Das Stück stilisiert den Abschied, und Heidelberg ist der Bahnhof dazu. Folgende Zitate zeigen dies und kennzeichnen zugleich die Art des Stücks:
Käthie (begleitet Karl-Heinrich, dann plötzlich, dicht vor der Thür, bricht ihr verhaltenerSchmerz aus in einem verzweifelten Aufschrei): Du kommst net wieder!!
(…)
Karl Heinrich (wendet sich noch einmal um): Ich habe nur dich lieb gehabt, Käthie, von allen Menschen nur dich. (Küßt sie, geht.)
Käthie (steht stumm, starrt ihm nach, sekundenlang. Dann schlägt sie die Hände vor das Gesicht und schluchzt bitterlich).
Die Uraufführung fand am 22. November 1901 am Berliner Theater statt, danach wurde das Stück immer wieder in Heidelberg auf die Bühne gebracht.
Die Distanz zum Tourismus und zur klischeehaft romantischen Liebe im Studentenstädtchen am Neckar verändern im 20. Jahrhundert die literarischen Haltungen zu Heidelberg. Ernst Lubitsch bearbeitete Meyer-Försters Stoff 1927 als Stummfilm unter dem Titel Alt-Heidelberg (Old Heidelberg).
The Student Prince: Mit diesem Musical (Text von Dorothy Donnelly, 1880–1928), das der Handlung von Alt-Heidelberg recht genau folgt, hat der amerikanische Komponist Sigmund Romberg (1887–1951) viel zur Bekanntheit der Stadt in den USA beigetragen. Es kam 1924 am Broadway heraus und bildete über Jahrzehnte den Hauptprogrammpunkt der Heidelberger Schlossfestspiele. Dort wurde es 2006 wieder im Schlosshof aufgeführt. Das Musical wurde 1954 von Richard Thorpe verfilmt. Mario Lanza sang für den Soundtrack die Titelpartie.

## Kurt Tucholsky
In dem Text Wenn die Igel in der Abendstunde karikiert der Schriftsteller Kurt Tucholsky (1890–1935) den Ruf Heidelbergs:
Denn der schönste Platz, der hier auf Erden mein,

das ist Heidelberg in Wien am Rhein.

## Fred Raymond, Fritz Löhner-Beda, Ernst Neubach

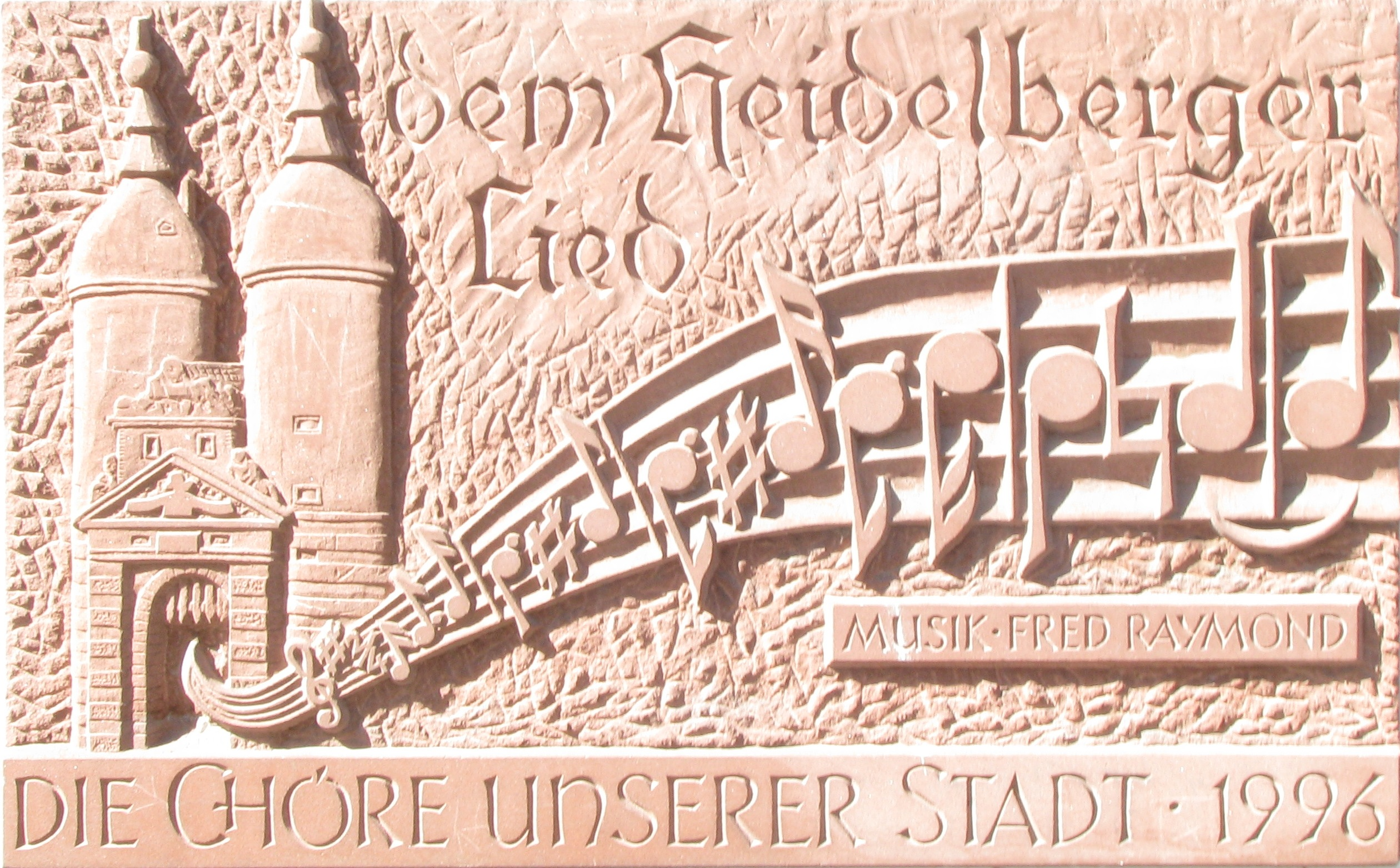
Gedenktafel für „Ich hab mein Herz in Heidelberg verloren“ in der Heidelberger Hauptstraße

Der Komponist Friedrich Raimund Vesely (1900–1954), alias Fred Raymond, veröffentlichte 1927 ein Singspiel mit dem Namen Ich hab’ mein Herz in Heidelberg verloren. Der Text stammt von Fritz Löhner-Beda und Ernst Neubach. Das Hauptlied wurde bereits 1925 zum Schlager:
Ich hab' mein Herz in Heidelberg verloren,

In einer lauen Sommernacht.

Ich war verliebt bis über beide Ohren

Und wie ein Röslein hat ihr Mund gelacht.

Und als wir Abschied nahmen vor den Toren

Beim letzten Kuß, da hab ich’s klar erkannt:

Daß ich mein Herz in Heidelberg verloren.

Mein Herz, es schlägt am Neckarstrand.

## Artur Brausewetter, Hermann Beuttenmüller
Der evangelische Pfarrer und Schriftsteller Artur Brausewetter, der über vier Jahrzehnte an der Oberpfarrkirche St. Marien in Danzig wirkte, war durch Verwandte eng mit Heidelberg verbunden und veröffentlichte 1920 seinen Novellenband Alt-Heidelberg du feine. 1929 brachte Brausewetter gemeinsam mit dem Schriftsteller Hermann Beuttenmüller das Werk Heidelberg du mein Heidelberg heraus. Beuttenmüller wurde durch die Herausgabe literarischer Anthologien über seine Heimatstadt Baden-Baden bekannt. 

## Frederik Hahn
Der Heidelberger Dichter Frederik Hahn ist als Rapper unter dem Namen Torch bekannt. Der Text Wunderschön entstand 2008, als er seine Geburtsstadt mit 35 Jahren verließ, und ist auf der CD Heidelberg Mixtape vertont worden.

## Thomas Meinecke
Der Roman Tomboy von Thomas Meinecke aus dem Jahr 1998 spielt im Heidelberger Universitätsmilieu. Neben langen Ausführungen zu sozialwissenschaftlichen Gender-Theorien wird auch dem Lokalkolorit von Heidelberg und Umgebung viel Raum eingeräumt.

## Sonstiges
- Ein weiteres bekanntes Studentenlied ist Heidelberg, du Jugendbronnen, Text Albrecht Graf Wickenburg, Musik Otto Lob
- Liselott, Operette über Liselotte von der Pfalz von Eduard Künneke (1932), deren erstes Bild in Heidelberg spielt.
- Bei Wilhelm Busch fährt die Fromme Helene zur Hochzeitsreise nach Heidelberg.
- Der Kranz der Engel ist der 1946 erschienene Heidelberg-Roman von Gertrud von le Fort.
- Heidelberger Romanze war ein äußerst erfolgreicher deutscher Spielfilm von 1951. Unter der Regie von Paul Verhoeven spielten O. W. Fischer und Liselotte Pulver.
- Peggy March – Nach einem Nummer-1-Hit in der US-Liste kam sie nach Deutschland und siegte 1965 bei den Deutschen Schlager-Festspielen in Baden-Baden mit dem Song Mit 17 hat man noch Träume. Von da an war ihr auch der internationale Durchbruch gelungen. Sie trug Heidelberg wieder ins musikalische Gedächtnis. Memories of Heidelberg sind Memories vom Glück … (1967).
- Von Heinrich Böll ist die Erzählung Du fährst zu oft nach Heidelberg.
- Von Heinrich Eduard Jacob ist der Roman Jaqueline und die Japaner, mit den Schwerpunkten Berlin und Heidelberg.
- Von Heinz Ohff (Pseudonym: N. Wendevogel) ist das Werk Vielgeliebtes Heidelberg. N. Wendevogels Heidelberger Romanzen (1953).
- Von Joseph Stöckle stammt Am Fuße der deutschen Alhambra. Heidelberger Erinnerungen aus den Jahren 1870–1871. In: Heidelberger Familienblätter – Belletristische Beilage zur Heidelberger Zeitung, Teil 1: Nr. 11 vom 6. Februar 1889, S. 42–43; Teil 2: Nr. 12 vom 9. Februar 1889, S. 46–48; Teil 3: Nr. 13 vom (?). Februar 1889, S. (?). Ebenfalls von Stöckle: Das vereitelte Ständchen. Eine wahre Geschichte aus Alt-Heidelberg. In: Heidelberger Fremdenblatt, Nr. 33, 24. April 1889, S. 130–131.
- Einige Romane von Bernhard Schlink spielen in Heidelberg – so die Kriminalromane Selbs Justiz, Selbs Betrug, Selbs Mord sowie sein Welterfolg Der Vorleser.
- Die Band Advanced Chemistry hat der Stadt ein Lied gewidmet: Heidelberg (1993). Das Lied wurde von Toni-L 2007 neu vertont.